# Oris (Zeitschrift)
Oris (aus dem lateinischen oris entlehnt, für Umriss oder „Mund“) ist eine kroatische Architekturzeitschrift. Der Herausgeber bezeichnet die Zeitschrift als 'Časopis za arhitekturu i kulturu' (zu deutsch: 'Zeitschrift für Architektur und Kultur').

## Geschichte
Oris erscheint seit 1998 zweimonatlich und deckt den Medienraum Kroatiens, Sloweniens und Bosnien-Herzegowinas ab.
Die Texte sind außer auf Kroatisch auf Englisch geschrieben. Die bearbeiteten Themen decken die Bandbreite der Architektur ab. Die vorgestellten Projekte stellen einen internationalen Querschnitt dar, mit Betonung auf Arbeiten aus der Region. Zusätzlich zur Architektur werden in einem separaten Abschnitt der Zeitschrift Themen der Kunst im Allgemeinen behandelt. Zum Beispiel Photographie oder Eventkunst, oft mit Darstellung der Zusammenhänge dieser zur Architektur wie sie konventionell verstanden wird. Der gesamte Werbeblock ist zusammengefasst am Anfang jeder Ausgabe und stört damit den Lesefluss nicht.
Der Herausgeber Arhitekst organisiert ebenfalls die jährlich stattfindenden Oris-Tage. Diese sind in der Architektenschaft der Region beliebt, da sie für von der kroatischen Architektenkammer vorgeschriebene Fortbildungen angerechnet werden können. Dies ist eine zweitägige Veranstaltung mit Vorträgen von Architekten aus der Welt.

## Auflage
Die Auflage beträgt 7.000 Stück, wovon über 70 % über Abonnements abgesetzt wird.

## Publikationen
- Randić & Turato “The Architecture of Transition”
- Contemporary Croatian Architecture: Testing Reality

## Ausgewählte Autoren
Vedran Mimica, Boris Podrecca, Tonči Žarnić

## Einzelbelege
1. ↑  Mund – DocCheck Flexikon, 2018; u. a. mit „Lateinisch: os, oris“